# Potău
Potău (węg. Patóháza) – wieś w Rumunii, w okręgu Satu Mare, w gminie Medieșu Aurit. W 2011 roku liczyła 1032 mieszkańców. 